# Eotephradactylus
Eotephradactylus — вимерлий рід птерозаврів, відомий з пізнього тріасу, знайдений на території Аризони, США. Рід містить один вид, Eotephradactylus mcintireae, відкритий у 2011 році та названий у 2025 році. Він відомий за частиною нижньої щелепи, окремими зубами та, можливо, кісткою крила, знайденою у формації Чінле, яка датується норійською епохою. Ці кістки були знайдені в кістковому ложі на додаток до багатьох інших видів, включаючи різних риб, попередників ссавців, черепах та інших рептилій. Еотефрадактиль — це ранній вид птерозавра, можливо, близький родич європейського сеаззадактиля. Як і деякі інші ранні птерозаври, він характеризується гетеродонтним зубним рядом. Однак, що є унікальним для Eotephradactylus, його зуби мають значний знос, що свідчить про те, що він, ймовірно, харчувався безхребетними з твердим панциром або рибою з мінералізованою лускою. Eotephradactylus — найстаріший відомий птерозавр, названий у Північній Америці.